# Épinay-sur-Duclair
Épinay-sur-Duclair è un comune francese di 511 abitanti situato nel dipartimento della Senna Marittima nella regione della Normandia.

## Società

### Evoluzione demografica
Abitanti censiti